# مارتي روسو
مارتي روسو (بالإنجليزية: Marty Russo)‏ هو محامي وسياسي أمريكي، ولد في 23 يناير 1944 بشيكاغو في الولايات المتحدة. حزبياً، نشط في الحزب الديمقراطي. وقد في انتخابات مجلس النواب الأمريكي 1990 ‏، انتخب عضو مجلس النواب الأمريكي عن دائرة Illinois's 3rd congressional district ‏ وقد انضم خلال فترته النيابية ‏ (3 يناير 1991 – 3 يناير 1993)  للكتلة البرلمانية الحزب الديمقراطي وانتخب عضو مجلس النواب الأمريكي.